# Rue Lécuyer (Aubervilliers)
Pour les articles homonymes, voir Rue Lécuyer.

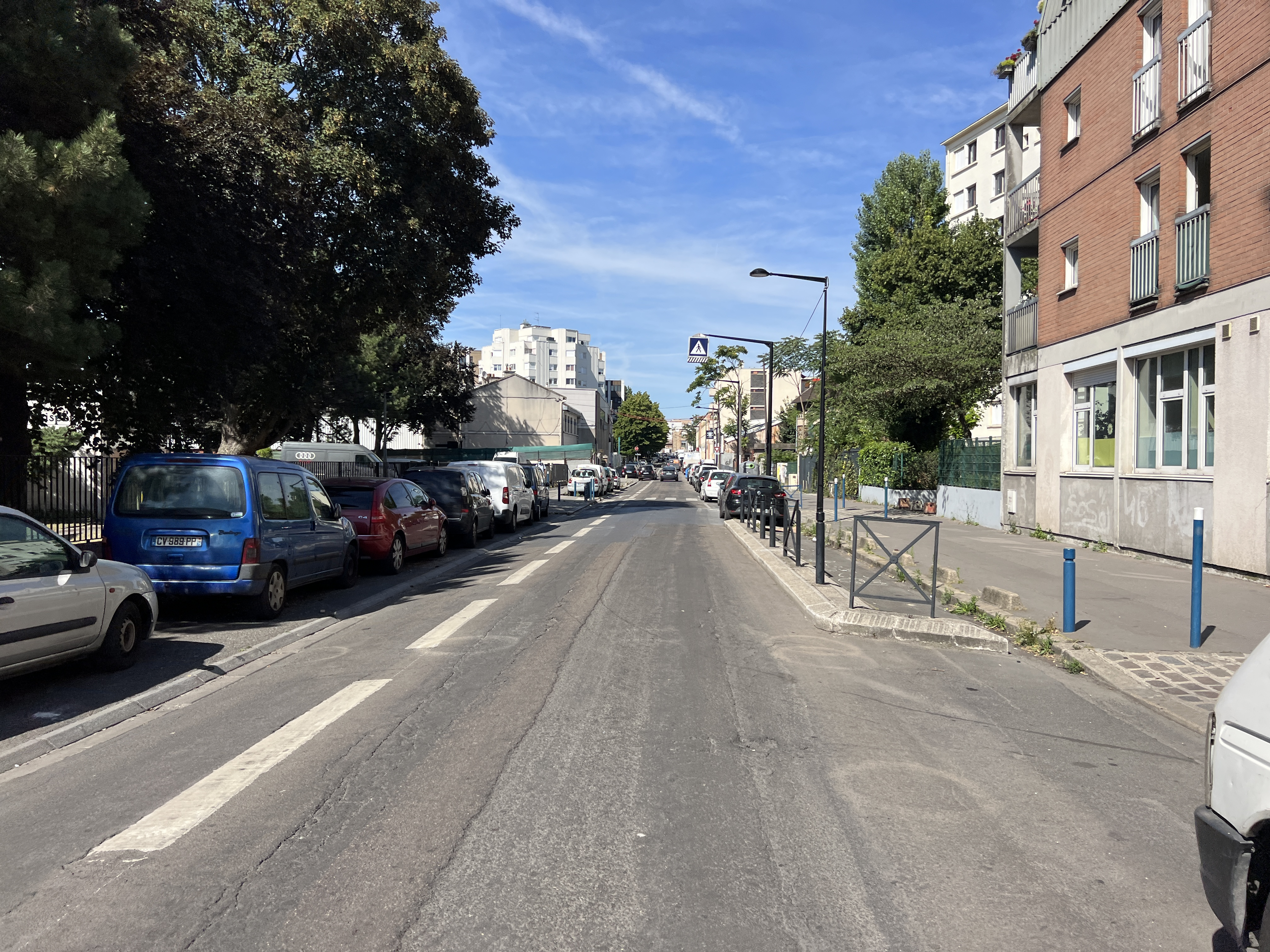
La rue en juillet 2022.

La rue Lécuyer à Aubervilliers est une artère du centre-ville.

## Situation et accès
Cette rue est desservie par la station de métro Aubervilliers - Pantin - Quatre Chemins sur la ligne 7 du métro de Paris.

## Origine du nom

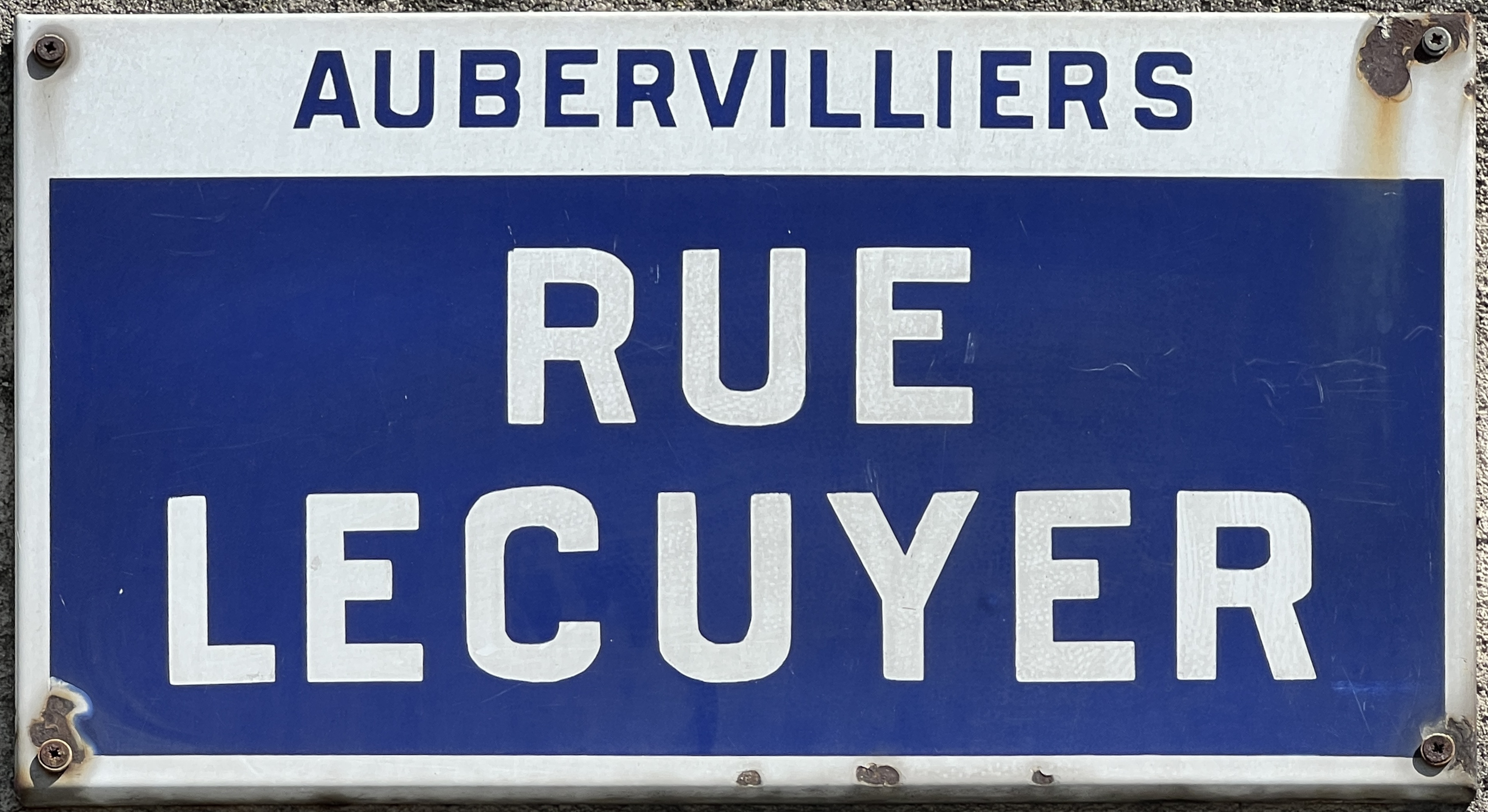
Plaque de la rue.

## Historique
Le premier tronçon de cette rue fut ouvert entre 1850 et 1871, en même temps que la partie de la rue Trevet située entre la rue Lecuyer et l’avenue Jean-Jaurès.

## Bâtiments remarquables et lieux de mémoire
- Les Laboratoires d'Aubervilliers[3], destinés à la création artistique, où se trouve la Salle des Quatre-Chemins, annexe du Théâtre de la Commune[4].
- Au no 32[5], dépôt de l'ancienne entreprise Bichat, spécialisée en Champagne et vin mousseux, construit en 1925 par l'architecte Pierre Fous[6].